# Jörg Gillner
Jörg Gillner (* 1943 in Berlin) ist ein deutscher Schauspieler, Synchron- und Hörspielsprecher.

## Leben
Der gelernte Werkzeugmacher Jörg Gillner fand nach seiner Militärzeit den Weg zur Bühne. Er wirkte zunächst an einem Ost-Berliner Arbeitertheater, einem Amateurtheater mit professionellen Strukturen. Später nahm Gillner Schauspielunterricht, besuchte die Filmhochschule Babelsberg und studierte Germanistik. Daran anschließend begann er, die Schauspielerei zu seinem Beruf zu machen. Gillner war u. a. 1977 im Theater der Freundschaft zu sehen und hatte ein Engagement am Mecklenburgischen Staatstheater Schwerin, wo er gemeinsam mit Jürgen Gosch und Klaus Brasch einer Studie zufolge von der damaligen Dramaturgin Bärbel Jaksch in ihrer Eigenschaft als IM der DDR-Staatssicherheit bespitzelt und denunziert wurde. Zuletzt war Gillner an der Volksbühne Berlin tätig, ehe er im März 1981 mit seiner Familie nach West-Berlin übersiedelte. Sein erstes Engagement in der Bundesrepublik erhielt er am Hamburger Thalia Theater, an das er vom damaligen Intendanten Peter Striebeck verpflichtet wurde. Hier stand er u. a. als Patriarch in Lessings Nathan der Weise und unter der Regie von Pavel Kohout in dessen Stück Maria kämpft mit den Engeln auf der Bühne. 1982 gab er dort den Diener Valerio in Leonce und Lena von Georg Büchner, 1983 war er neben Holger Mahlich in Bertolt Brechts Flüchtlingsgespräche in der Regie von Peter Maertens zu sehen. In der Spielzeit 2005/06 gastierte er am Theater Lüneburg als Theatermacher in Thomas Bernhards gleichnamigem Stück.
Bereits zu DDR-Zeiten hatte Jörg Gillner in einer Folge der Serie Geheimkommando Ciupaga 1968 sein Debüt vor der Kamera gegeben. Er spielte weiter in Serien wie Der Staatsanwalt hat das Wort und Polizeiruf 110, ehe er ab Mitte der 1980er Jahre auch in bundesdeutschen Produktionen besetzt wurde. Hier sah man ihn mehrfach im Großstadtrevier und einigen Tatort-Episoden, ferner hatte er Gastrollen in der Krimiserie Die Männer vom K3, in Unsere Hagenbecks oder Frauenarzt Dr. Markus Merthin.
Jörg Gillner arbeitet daneben umfangreich in der Synchronisation. In neueren Synchronfassungen war er die deutsche Stimme von Barton MacLane in dem Film Fluß der Wahrheit und J. Farrell MacDonald in Vertauschtes Glück, synchronisierte James Hong in Latin Dragon oder Michele Soavi in einem Cameoauftritt in dessen Film The Church. Daneben lieh Gillner seine Stimme verschiedenen Kollegen in Episoden unterschiedlicher Fernsehserien, so Geoffrey Lewis in Dr. House oder Michael Fairman in King of Queens.
Neben einer Reihe von Hörfunkproduktionen für den Norddeutschen Rundfunk ist Gillners Stimme insbesondere einem überwiegend jugendlichen Publikum durch seine Mitwirkung in zahlreichen Hörspielfolgen von Ein Fall für dich und das Tiger-Team, TKKG und Die drei ??? bekannt. In der Reihe Tweenies fungiert er als Erzähler bzw. in der Rolle des Max.
Jörg Gillner war daneben eine Zeit lang als Dozent an der Freien Schauspielschule Hamburg tätig.

## Filmografie (Auswahl)
- 1968: Geheimkommando Ciupaga (Teil 3)
- 1968: Mohr und die Raben von London
- 1969: Unterwegs zu Lenin
- 1969: Der Staatsanwalt hat das Wort – Die Falschmeldung (Fernsehreihe)
- 1970: Im Spannungsfeld
- 1970: Der Streit um den Sergeanten Grischa
- 1972: Leichensache Zernik
- 1973: Die Hosen des Ritters von Bredow
- 1974: Johannes Kepler
- 1975: Lotte in Weimar
- 1977: Drei kleine Nachtgeschichten
- 1978: Glücksperlen
- 1978: Brandstellen
- 1979: Des Henkers Bruder
- 1979: Abschied vom Frieden (Teil 1)
- 1979: Polizeiruf 110: Barry schwieg (Fernsehreihe)
- 1981: Verflucht und geliebt
- 1985: Der eiserne Weg – Die letzte Reise
- 1987: Gegen die Regel
- 1987: Die Kolonie
- 1988: Fifty-Fifty
- 1989: Großstadtrevier – Eine böse Überraschung
- 1990: Tatort: Zeitzünder (Fernsehreihe)
- 1991: Eurocops – Geständnis eines Toten
- 1991: Unsere Hagenbecks – Freud' und Leid
- 1992: Die Männer vom K3 – Zu hoch gepokert
- 1992: Deutschfieber
- 1992: Tatort: Stoevers Fall
- 1993: Großstadtrevier – Der Besuch
- 1993: Freunde fürs Leben (3 Folgen)
- 1994: Hagedorns Töchter (4 Folgen)
- 1994: Großstadtrevier – Manege frei
- 1995: Die Männer vom K3 – Geschäft mit dem Tod
- 1996: Tatort: Fetischzauber
- 1997: Frauenarzt Dr. Markus Merthin – Gut beraten
- 1998: König auf Mallorca
- 1998: Großstadtrevier – Feiglinge
- 1999: Gloomy Sunday – Ein Lied von Liebe und Tod
- 1999: Zwei Männer am Herd – Die Prüfung
- 2006: Die Frau am Ende der Straße
- 2007: Einfache Leute
- 2007: Doktor Martin – Ein Mann sieht rot

## Theater
- 1970: Werner Bernhardy: Blaues Blut und zarte Pelle (Kronprinz) – Regie: Gerd Staiger (Hans Otto Theater Potsdam)

## Hörspiele
- 1987: Wer liebt, der fällt – Regie: Hans Rosenhauer
- 1987: Der stumme Schrei – Regie:  Hans Rosenhauer
- 1987: Big Fish (1. Teil: Kleine Fische) – Regie: Hans Gerd Krogmann
- 1987: Juni-Winter – Regie: Hans Rosenhauer
- 1990: Die Schipper-Kids  (4. Teil: Die Schipper-Kids und der doppelte Verdacht) – Regie: Hans Helge Ott
- 1993: Lügenwasser – Regie: Ursula Weck
- 1998: Wo bin ich? – Regie: Christiane Ohaus
- 1998: Dann eines Nachmittags – Regie: Alfred Behrens
- 1998: Das Geheimnis der singenden Steine – Regie: Jeskow von Schwichow
- 1998: Du sollst nicht begehren – Regie: Corinne Frottier
- 2000: Das Handbuch der Inquisitoren  (1. u. 2. Teil) – Regie: Norbert Schaeffer
- 2005: Menschenopfer unerhört  (2. Teil: Abschaum der Erde) – Regie: Norbert Schaeffer
- 2007: Das Evangelium nach Jesus Christus  (1. u. 2. Teil) – Regie: Hans Gerd Krogmann